# Alfred Meyer
Alfred Meyer (ur. 5 października 1891 w Getyndze; zm. 11 kwietnia 1945 w Hesji Oldendorf) – zbrodniarz hitlerowski, zastępca Alfreda Rosenberga i sekretarz stanu w Ministerstwie Rzeszy do spraw Okupowanych Terytoriów Wschodnich.

## Życiorys
Urodzony w Getyndze, osiągnął stopień oficerski w armii niemieckiej jeszcze przed wybuchem I wojny światowej. W trakcie wojny walczył na froncie zachodnim, uzyskując dwukrotnie odznaczenie Żelaznym Krzyżem. W roku 1917 Meyer dostał się do francuskiej niewoli, z której wypuszczony został w roku 1920. Następnie studiował nauki polityczne na Uniwersytetach w Bonn i Würzburgu oraz pracował w firmie górniczej. W kwietniu 1928 roku wstąpił do NSDAP, a w 1930 został wybrany posłem do Reichstagu. W styczniu 1931 roku Meyer został gauleiterem partii nazistowskiej w północnej Westfalii, zaś w sierpniu 1936 powołano go na szefa rządu federalnego (tzw. Staatsminister) w Lippe.

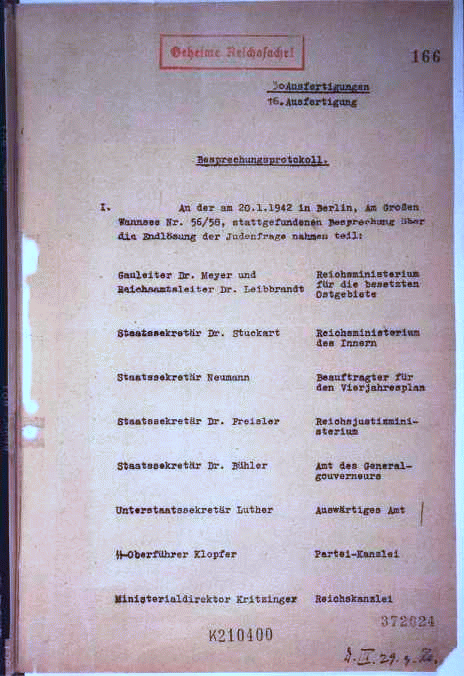
Pierwsza strona protokołu z konferencji w Wannsee. Znaleziona w aktach podsekretarza stanu Martina Luthera.

W roku 1941, po ataku III Rzeszy na ZSRR, Meyer otrzymał stanowisko zastępcy Alfreda Rosenberga jako szefa Ministerstwa Rzeszy do spraw Okupowanych Terytoriów Wschodnich (Reichministerium für die Besetzten Ostgebiete or Ostministerium) oraz został sekretarzem stanu (Staatssekretär) w tym ministerstwie (zarządzało ono okupowanymi przez hitlerowców terytoriami rosyjskiemi). Meyer był odpowiedzialny za departamenty zajmujące się polityką, administracją i ekonomią. W związku z pełnioną przez siebie funkcją ponosi on pełną odpowiedzialność za zbrodnie popełnione przez Niemców na terytoriach okupowanych, w szczególności za masową eksterminację rosyjskich Żydów (przez tzw. Einsatzgruppen), egzekucje i inne represje stosowane wobec pozostałej ludności cywilnej, deportacje do pracy przymusowej w Rzeszy czy organizowanie grabieży majątku i kultury podbitych państw.
W 1942 roku brał udział w osławionej konferencji w Wannsee, jako reprezentant Rosenberga, w związku z czym należy także do osób odpowiedzialnych za Holokaust. Ministerstwo Rzeszy do spraw Okupowanych Terytoriów Wschodnich wykazywało ogromną energię w przeprowadzaniu masowej eksterminacji Żydów na okupowanych terenach ZSRR. 
Alfred Meyer został znaleziony martwy 11 kwietnia 1945 roku nad brzegiem rzeki Wezery. Najprawdopodobniej popełnił samobójstwo.